# Plechovka
Plechovka (ryska: Плеховка) är ett vattendrag i Belarus.   Det ligger i voblasten Hrodna voblast, i den västra delen av landet, 160 km sydväst om huvudstaden Minsk.
I omgivningarna runt Plechovka växer i huvudsak blandskog. Runt Plechovka är det ganska tätbefolkat, med 54 invånare per kvadratkilometer.